# Donald joue au golf
Série Donald Duck
Pour plus de détails, voir Fiche technique et Distribution.
Donald joue au golf (Donald's Golf Game) est un court métrage d'animation américain des studios Disney avec Donald Duck, sorti le 4 novembre 1938.

## Synopsis
Donald souhaite faire du golf sur un parcours situé près de la plage mais dans les conditions les plus calmes possibles. Il utilise ses neveux Riri, Fifi et Loulou comme caddies et les prévient qu'il ne tolèrera aucun bruit. Malheureusement pour lui ses neveux sont joueurs et ont emporté un grand nombre de farces et attrapes que ce soit les clubs trafiqués ou le grillon déguisé en balle de golf...

## Fiche technique
- Titre original : Donald's Golf Game
- Titre français : Donald joue au golf
- Série : Donald Duck
- Réalisation : Jack King
- Scénario : Carl Barks, Jack Hannah
- Animation : Al Eugster, Jack Hannah, Fred Spencer, Don Towsley
- Musique : Oliver Wallace
- Production : Walt Disney
- Société de production : Walt Disney Productions
- Société de distribution : RKO Radio Pictures
- Format : Couleur (Technicolor) - 1,37:1 - Son mono (RCA Sound System)
- Durée : 8 min
- Langue : Anglais
- Pays :  États-Unis
- Dates de sortie :
  - États-Unis : 4 novembre 1938[1]

## Voix originales
- Clarence Nash : Donald Duck / Huey (Riri) / Dewey (Fifi) / Louie (Loulou)

## Voix françaises
- Sylvain Caruso : Donald Duck et ses neveux

## Titre en différentes langues
Source : IMDb
- Allemagne : Donald spielt Golf
- Argentine : El Juego de golf de Donald
- Danemark : Anders And som golfspiller
- Suède : Kalle Anka spelar golf

## Sorties DVD
- Les Trésors de Walt Disney : Donald de A à Z, 1re partie (1934-1941).